# Arquebisbat de Dijon

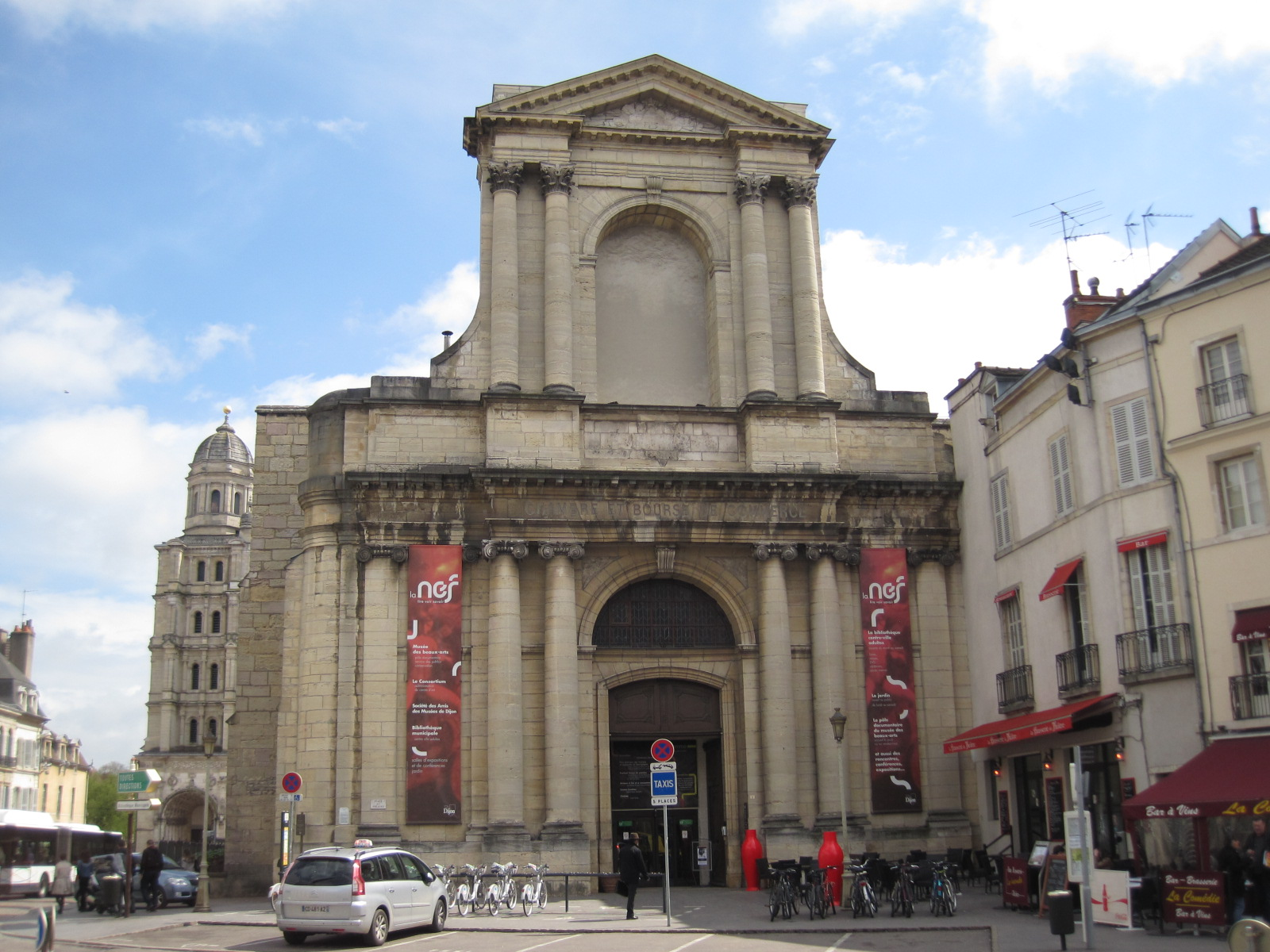
La catedral primitiva de Dijon, dedicada a sant Esteve, avui transformat en un pol cultural, seu d'una biblioteca i del museu Rude

L'arquebisbat de Dijon (francès: Archidiocèse de Dijon, llatí: Archidioecesis Divionensis) és una seu metropolitana de l'Església Catòlica a França. Al 2013 tenia 355.700 batejats sobre una població de 541.800 habitants. Actualment està regida per l'arquebisbe Roland Minnerath.

## Territori
La diòcesi comprèn el departament francès de la Côte-d'Or.
La seu episcopal és la ciutat de Dijon, on es troba la catedral de Sant Benigne.
El territori s'estén sobre 7.692 km². Fins al 2006 el territori estava dividit en 720 parròquies. Amb la reforma de l'organització territorial de l'arxidiòcesi, des del 2007 es va reduir el nombre de parròquies fins a 61, repartides en 11 vicariats.

### Província eclesiàstica
La província eclesiàstica de Dijon, instituïda el 2002, està constituïda per les següents diòcesis sufragànies:
- Bisbat d'Autun,
- Bisbat de Nevers,
- Arquebisbat de Sens

A la província també pertany la Prelatura territorial della Missió de França, 

## Història
Sota els merovingis i els carolingis, molts bisbes de Langres residien a Dijon, per exemple, sant Urbà (segle v), sant Gregori i sant Tetricus (segle vi), que van ser enterrats allí. Quan, el 1016, Lambert, bisbe de Langres, va cedir el senyoriu i el comtat de Dijon al rei Robert II de França, els bisbes de Langres van traslladar la seva residència a Langres.
El 9 d'abril de 1731, el papa Climent XII va erigir la diòcesi de Dijon amb la butlla Super specula, obtenint el territori de Langres i annexant-lo a la província eclesiàstica de l'arxidiòcesi de Lió. L'abadia de Sant Esteve (segle v) tenia un capítol regular durant molt de temps que observava la regla de sant Agustí; va ser transformat en un capítol secular pel papa Pau V el 1611 i el papa Climent XI va elevar l'església capitular a la catedral de Dijon; la qual, durant la Revolució francesa, es va reduir a un graner.
Seguint el concordat amb la butlla Qui Christi Domini del Papa Pius VII del 29 de novembre de 1801, es va ampliar la diòcesi incorporant parts de la diòcesi suprimida de Langres i Chalon i parts d'Autun i Besançon. El 6 d'octubre de 1822 es va restaurar la diòcesi de Langres amb territori obtingut de la de Dijon.
Al mateix temps que aquests canvis, la seu episcopal va ser traslladada a l'església abacial de San Benigne, que es va convertir en la nova catedral diocesana.
El bisbe Claude Rey va tenir dificultats per entrar a la seva diòcesi, ja que no hi havia un bisbe disposat a consagrar-lo per la seva estreta relació amb el rei Lluís Felip; el papa Gregori XVI el va autoritzar a ser consagrat per un únic bisbe, que era espanyol; en conflicte amb una part del seu clergat, va dimitir el 1838.
El 1904, la petició de renúncia d'Albert-Léon-Marie Le Nordez, bisbe de Dijon des del 1898, per part del papa Pius X va ser un dels incidents que van provocar la ruptura de les relacions diplomàtiques entre França i la Santa Seu.
El 8 de desembre de 2002 va ser elevat al rang d'arxidiòcesi metropolitana.

## Cronologia episcopal
- Jean-Jacques Bouhier de Lantenay † (9 d'abril de 1731 - 13 de desembre de 1743 renuncià)
- Claude Bouhier † (16 de desembre de 1743 - 21 de juny de 1755 mort)
- Claude-Marc-Antoine d'Apchon de Corgenon † (24 de setembre de 1755 - 12 d'abril de 1776 renuncià)[1]
- Jacques-Joseph-François de Vogüé † (20 de maig de 1776 - 6 de febrer de 1787 mort)
- René des Monstiers de Mérinville † (23 d'abril de 1787 - 2 de desembre de 1801 renuncià)[2]
- Henri Reymond † (2 de maig de 1802 - 20 de febrer de 1820 mort)
- Jean-Baptiste Dubois † (29 de maig de 1820 - 6 de gener de 1822 mort)
- Jean-François Martin de Boisville † (19 d'abril de 1822 - 27 de maig de 1829 mort)
- Jacques Raillon † (28 de setembre de 1829 - 24 de febrer de 1832 nomenat arquebisbat de Ais de Provença)
- Claude Rey † (24 de febrer de 1832 - 21 de juny de[3] 1838 renuncià)
- François-Victor Rivet † (13 de setembre de 1838 - 12 de juliol de 1884 mort)
- Jean-Pierre-Bernard Castillon † (27 de març de 1885 - 9 de novembre de 1885 mort)
- Victor-Lucien-Sulpice Lécot † (10 de juny de 1886 - 26 de juny de 1890 nomenat arquebisbat de Bordeus)
- Fédéric-Henri Oury † (26 de juny de 1890 - 28 de novembre de 1898 nomenat arquebisbat d'Alger)
- Albert-Léon-Marie Le Nordez † (28 de novembre de 1898 - 4 de setembre de 1904 renuncià)
- Pierre Dadolle † (21 de febrer de 1906 - 22 de maig de 1911 mort)
- Jacques-Louis Monestès † (11 d'agost de 1911 - 31 de març de 1915 mort)
- Maurice Landrieux † (6 de desembre de 1915 - 11 de desembre de 1926 mort)
- Pierre-André-Charles Petit de Julleville † (23 de juny de 1927 - 7 d'agost de 1936 nomenat arquebisbat de Rouen)
- Guillaume-Marius Sembel † (15 de març de 1937 - 11 d'abril de 1964 mort)
- André-Jean-Marie Charles de la Brousse † (11 d'abril de 1964 - 22 d'abril de 1974 renuncià)
- Albert Florent Augustin Decourtray † (22 d'abril de 1974 - 29 d'octubre de 1981 nomenat arquebisbat de Lió)
- Jean Marie Julien Balland † (6 de novembre de 1982 - 8 d'agost de 1988 nomenat arquebisbat de Reims)
- Michel Louis Coloni † (30 de gener de 1989 - 13 de febrer de 2004 jubilat)
- Roland Minnerath, des del 13 de febrer de 2004

## Estadístiques
A finals del 2013, la diòcesi tenia 355.700 batejats sobre una població de 541.800 persones, equivalent al 65,7% del total.
| any  | població | població | població | sacerdots | sacerdots       | sacerdots       | sacerdots             | diaques | religiosos | religiosos | parròquies |
| ---- | -------- | -------- | -------- | --------- | --------------- | --------------- | --------------------- | ------- | ---------- | ---------- | ---------- |
| any  | batejats | total    | %        | total     | clergat secular | clergat regular | batejats por sacerdot | diaques | homes      | dones      |            |
| 1950 | 325.000  | 335.602  | 96,8     | 421       | 341             | 80              | 771                   |         | 123        | 866        | 727        |
| 1970 | 423.688  | 432.288  | 98,0     | 381       | 317             | 64              | 1.112                 |         | 139        | 820        | 523        |
| 1980 | 396.094  | 470.350  | 84,2     | 281       | 249             | 32              | 1.409                 | 2       | 63         | 625        | 526        |
| 1990 | 395.000  | 483.000  | 81,8     | 260       | 230             | 30              | 1.519                 | 6       | 50         | 460        | 527        |
| 1999 | 415.576  | 506.800  | 82,0     | 233       | 178             | 55              | 1.783                 | 27      | 101        | 377        | 527        |
| 2000 | 413.027  | 506.782  | 81,5     | 238       | 184             | 54              | 1.735                 | 26      | 107        | 382        | 527        |
| 2001 | 410.493  | 506.782  | 81,0     | 225       | 171             | 54              | 1.824                 | 29      | 109        | 385        | 527        |
| 2002 | 408.973  | 506.783  | 80,7     | 122       | 64              | 58              | 3.352                 | 28      | 98         | 300        | 527        |
| 2003 | 408.466  | 506.782  | 80,6     | 216       | 162             | 54              | 1.891                 | 26      | 78         | 280        | 527        |
| 2004 | 329.408  | 506.782  | 65,0     | 219       | 166             | 53              | 1.504                 | 25      | 69         | 292        | 720        |
| 2006 | 330.000  | 506.782  | 65,1     | 213       | 156             | 57              | 1.549                 | 24      | 92         | 257        | 720        |
| 2013 | 355.700  | 541.800  | 65,7     | 177       | 133             | 44              | 2.009                 | 32      | 74         | 167        | 60         |